# Вихельхаус, Карл Герман
Карл Герман Вихельхаус (нем. Karl Hermann Wichelhaus; 8 января 1842, Эльберфельд, Рейнская провинция — 28 февраля 1927, Гейдельберг) - немецкий химик.

## Биография
Герман Вихельхаус учился в гимназии в Эльберфельде, а с летнего семестра 1860 года изучал химию в Бонне. Там он стал членом Братства Франконии. После этого он поступил в Геттингенский университет. Здесь он вступил в братство Ганновера. Он продолжил учебу в Генте (у Августа Кекуле), Лондоне (у Эдварда Франкленда) и Гейдельберге, где в 1863 году получил степень доктора философии. Затем он отправился в Берлин, открыл частную лабораторию и защитил докторскую диссертацию в 1867 году.
Герман Вихельхаус был одним из соучредителей Немецкого химического общества в 1867 году. Он долгие годы был его секретарем, а с 1868 по 1883 год редактировал журнал “Отчеты Немецкого химического общества“. В нем и в других соответствующих журналах ученый опубликовал не только многие результаты своих химических экспериментов, но и социально-политические вопросы, связанные с проблемами крупномасштабных технологических инноваций в области химии. Кроме того, Вихельхаус был соавтором руководств по химии. В 1871 году Берлинский университет Фридриха Вильгельма назначил его адъюнкт-профессором (доцентом) химической технологии. В том же 1871 году он был назначен членом Технической депутации по коммерческим вопросам Прусского королевства. В 1873 году он основал в Берлине первый в немецком университете технологический институт и стал его директором.
Во время войны 1870-71 гг. Вихнльхаус отвечал за дезинфекцию “в госпиталях и на полях сражений“. С 1877 по 1880 год работал в недавно созданном Прусском патентном ведомстве. В 1902 году он был членом организационного органа 5-го Международного конгресса по прикладной химии, который проходил в Берлине со 2 по 8 июня 1903 года. На самом Конгрессе он был президентом 1-го комитета секции IV A. “Органические препараты, включая смолистые продукты“. Он возглавлял Комиссию по калийным сточным водам с 1913 по 1916 год.
После выхода на пенсию в 1921 году Вихельхаус переехал в Гейдельберг.

## Публикации
- Technologie für Chemiker und Juristen an deutschen Universitäten, Zeitschrift für angewandte Chemie, Jahrgang Nr. 21 (1908), S. 2–6 (Технология для химиков и юристов в немецких университетах, Журнал прикладной химии, выпуск № 21 (1908), стр. 2-6);
- Der Stärkezucker, Leipzig: Akademische Verlagsgesellschaft, 1913 (Крахмальный сахар, Лейпциг: Академическое издательское общество, 1913);
- Emil Fischer’s Verdienste um die Deutsche Chemische Gesellschaft, Berichte der Deutschen Chemischen Gesellschaft, Jahrgang 52 (1919), S. 129–132 (Заслуги Эмиля Фишера перед Немецким химическим обществом, Отчеты Немецкого химического общества, выпуск 52 (1919), стр. 129-132);
- Vorlesungen über chemische Technologie, 3. Auflage Dresden 1912 Digitalisierte Ausgabe der Universitäts- und Landesbibliothek Düsseldorf (Лекции по химической технологии, 3-е издание в Дрездене, 1912);
- 5. Aufl., Dresden: Steinkopff, 1923 (5-е изд., Дрезден: Штайнкопф, 1923);

## Награды
- 1892 г. - звание "Тайный правительственный советник“
- 1909 г. Орден Королевской короны III степени.
- 1913 г. Орден Королевской короны II степени